# Skulanevo
Skulanevo en serbe latin et Skullan en albanais (en serbe cyrillique : Скуланево) est une localité du Kosovo située dans la commune/municipalité de Lipjan/Lipljan, district de Pristina (Kosovo) ou district de Kosovo (Serbie). Selon le recensement kosovar de 2011, elle compte 194 habitants.
Selon le découpage administratif kosovar, elle fait partie de la commune/municipalité de Gračanica/Graçanicë.

## Démographie

### Évolution historique de la population dans la localité
| 1948 | 1953 | 1961 | 1971 | 1981 | 1991 | 2011 |
| ---- | ---- | ---- | ---- | ---- | ---- | ---- |
| 462  | 525  | 515  | 440  | 425  | 361  | 194  |

|  |

### Répartition de la population par nationalités (2011)
En 2011, les Serbes représentaient 94,85 % de la population.